# Linia kolejowa nr 296 (Czechy)
Linia kolejowa nr 296 – linia kolejowa w Czechach, biegnąca przez kraj ołomuniecki, od Velkej Kraši do Vidnavy.
11 grudnia 2010 ruch pociągów osobowych został na tej trasie wstrzymany.